# Mise à jour (informatique)
Pour les articles homonymes, voir Mise à jour et MAJ.
« Upgrade » redirige ici.  Pour le film de science-fiction, voir Upgrade (film, 2018).
 (octobre 2020).
Si vous disposez d'ouvrages ou d'articles de référence ou si vous connaissez des sites web de qualité traitant du thème abordé ici, merci de compléter l'article en donnant les références utiles à sa vérifiabilité et en les liant à la section « Notes et références ».
En informatique, une mise à niveau,, ou mise à jour — parfois abrégée en MAJ ou MàJ —, parfois appelée révision, ou upgrade, est l'action qui consiste à déployer vers des équipements électroniques des utilisateurs les changements effectués (ou à effectuer) à un outil informatique, un service ou une prestation en téléchargeant, ou en chargeant, un nouveau logiciel, micrologiciel ou encore le contenu de quelconques données.
Lorsqu'elles touchent un logiciel ou un système d'exploitation, elles permettent généralement de passer à une version plus récente du logiciel ou du système d'exploitation. Plusieurs mises à jour peuvent donc se succéder.
Lorsqu'elles touchent une automobile ou un véhicule, la mise à jour permet généralement de passer à une version plus récente du logiciel qui corrige des défauts, ou ajoute de nouvelles fonctionnalités à la version antérieure.

## Objectifs
Une mise à jour sert à améliorer le rendement, l'efficacité ou la prestation d'un service ou d'un produit, et parfois à corriger les anomalies d'un programme donné.
Elle vise le plus souvent à : 
- améliorer les fonctionnalités ;
- optimiser le fonctionnement ou les performances ;
- procurer de nouvelles fonctionnalités ou applications ;
- corriger des dysfonctionnements ou bogues ;
- permettre au fournisseur de contrôler que le logiciel n'est pas illégalement copié ;
- changer l'apparence ou la composition d'une interface.

## Technologie
Une « Mise à jour à distance » est une méthode permettant d’effectuer des transferts de données sans fil au lieu d’utiliser un câble ou une autre connexion locale.

## Évolutivité
- Les mises à niveau mineures font généralement suite à la détection de plusieurs bogues ou bugs dans le logiciel. Aucune garantie de perfection ne peut être garantie par le fournisseur, la marque ou le distributeur du produit. Les mises à niveau mineures sont généralement gratuites et supportés sur tous les appareils qui possèdent déjà la version du logiciel ou du système d'exploitation concerné[réf. souhaitée].
- Les mises à niveau majeures introduisent généralement de nouvelles fonctionnalités et peuvent proposer des changements significatifs à l'interface d'un site web, d'un logiciel, d'un système d'exploitation ou d'un autre produit informatique. Il arrive que ces mises à niveau ne soient pas supportées sur les appareils qui utilisaient une version plus ancienne du logiciel ou du système d'exploitation[réf. souhaitée].
- Une mise à niveau peut être soit totalement gratuite (hors coûts du support ou de l'accès aux logiciels), soit faire l'objet d'un service, soit être payante à l'unité.

## Contexte automobile
Dans le contexte automobile, les mises à jour logicielles sont internationalement réglementées depuis 2021 par le règlement ONU 156 sur les mises à jour logicielles et le système de gestion des mises à jour logicielles.
Il permet notamment les mise à jour de logiciel à distance (dites OTA ou over the air).
Dès 2016, tous les modèles produits par BMW sont capables de recevoir des mises à jour à distance.
Mercedes sort également son premier véhicule avec mises à jour à distance en 2016.
Dès 2021, Volkswagen met en œuvre ces mises à jour à distance pour ses véhicules connectés électriques.
Fin 2021, BMW participe à la plus grande campagne de mise à jour à distance de l'histoire de l'automobile, avec 2,5 millions de véhicules BMW connectés avec de nouvelles fonctions: aide à la conduite, expérience de divertissement ou expérience sonore.
Fin 2022, sur le marché d'Allemagne, 34 % des véhicules peuvent recevoir des mises à jour à distance. En particulier
75% des modèles de BMW (soit 55) permettent des mises à jour à distance.
Dès 2023, tous les modèles produits par Mini seront capables de recevoir des mises à jour à distance.

Parmi les critiques, l'ADAC indique: 

« Le danger des mises à jour OTA réside dans le fait que les constructeurs automobiles peuvent être tentés de mettre en vente une voiture dont le développement n’est pas encore terminé, et de supprimer secrètement les éventuelles erreurs de logiciel au fil du temps. En 2018, 16 % des rappels étaient dus à des logiciels défectueux, un chiffre qui pourrait augmenter »

— ADAC